# Bustul împăratului Francisc I din Sibiu
Bustul împăratului Francisc I din Sibiu este un monument de plumb închinat împăratului Francisc I al Austriei, care a fost amplasat în anul 1828 într-o nișă a zidului de incintă a Cetății Sibiului, la mijlocul promenadei ce se întindea de la fostul Bastion al Cisnădiei la Turnul Gros, pe Bulevardul Corneliu Coposu (fostul Bulevard 23 August în perioada comunistă). 
Monumentul a fost vandalizat în timpul Revoluției din decembrie 1989 și înlocuit cu o replică din piatră, amplasată pe soclu în 2006. 

## Istoric
Francisc I al Austriei a fost împărat al Sfântului Imperiu Roman de Națiune Germană (1792-1806), rege al Ungariei și al Boemiei (1792-1835) și împărat al Austriei (1804-1835). În această calitate a participat la coalițiile antinapoleoniene, fiind unul din întemeietorii Sfintei Alianțe. El a vizitat orașul Sibiu în septembrie 1817, împreună cu soția sa, împărăteasa Carolina Augusta, cu acel prilej fiind realizat iluminatul stradal al orașului.
Zidul din extremitatea sudică a cetății face parte din incinta a V-a de fortificații a cetății medievale, care a fost construită pe la mijlocul secolului al XVI-lea pentru întărirea incintei ce înconjura Orașul de Sus (incintă construită în secolul al XIV-lea). La începutul secolului al XIX-lea colonelul Johann von Vecsey, comandantul Regimentului de gardă „Baron Splenyi”, a dispus amenajarea lângă aceste ziduri a Promenadei Invalizilor în amintirea soldaților habsburgici. Cu acest prilej, s-au tăiat copacii aflați lângă ziduri și s-au înlăturat cocinile de porci ce existau aici.
Proiectul amplasării la Sibiu a unui bust al împăratului Francisc I i-a aparținut pictorului sibian Franz Neuhauser cel Tânăr (1763-1836). Acesta s-a născut la Viena, unde studiase artele, și s-a mutat la Sibiu, făcând parte din cercul artistic patronat de baronul Samuel von Brukenthal. Neuhauser a coordonat realizarea bustului împăratului Francisc I, cel mai vechi monument statuar din Sibiu. Amplasarea unui bust al împăratului s-a realizat în semn de apreciere față de împăratul Francisc I, care s-a aflat într-o vizită la Sibiu. Bustul a fost realizat din plumb în anul 1828 de către sculptorul vienez Procop. Pe soclul de piatră al bustului a fost așezată o placă de marmură roșie cu următoarea inscripție votivă în limba latină: „FRANCISCO.I. AUGUSTO. A.D. III. SEPTEMBR. MDCCCXVII HUNC XYSTUM DEAMBULATIONE COLUSTRANTI SACRUM ESSE IUSERUNT PIETATIS MONUMENTUM CIVES CIBINIENSES MDCCCXXVIII”. Traducerea aproximativă în limba română a inscripției este următoarea: „Acest xyst cu portic pilastru rotund este dedicat împăratului Francisc I, care a domnit peste Ungaria la 3 septembrie 1817 d.C., ca monument al fidelității, hotărât de cetățenii Sibiului, în 1829”. 
Monumentul statuar a fost amplasat într-o nișă a zidului sudic de incintă a Cetății Sibiului, la mijlocul promenadei ce se întindea de la fostul Bastion al Cisnădiei la Turnul Gros. În fața monumentului a fost amenajată o platformă rotundă de piatră cu o fântână arteziană; pe cheia arcului acestei platforme s-a amplasat în 1829 o placă comemorativă în amintirea colonelului Johann von Vecsey, care amenajase Platforma Invalizilor. Inițial, fântâna arteziană era înconjurată de un gard de fier forjat. 
Monumentul a fost restaurat în anul 1883, cheltuielile în sumă de circa 1.000 de florini fiind suportate de împăratul Franz Joseph. Rotonda cu fântâna arteziană aflată în fața monumentului a fost refăcută în 1981.
În timpul Revoluției din decembrie 1989, bustul împăratului Francisc I a fost vandalizat. Au fost trase câteva gloanțe în statuie, astfel că bustul a rămas fără nas și fără o mare parte din calota craniană. Bustul a fost dat jos de pe soclu și a stat până prin 1995 în curtea a doua a Muzeului Brukenthal, după care a dispărut de acolo și s-a crezut că a fost pierdut. 
În perioada mai-iulie 2004, la inițiativa Asociației „Parteneriatul Klagenfurt-Hermannstadt/Sibiu”, restauratorii Sorin Fogarascher și Mirel Bucur de la Muzeul ASTRA s-au documentat timp de o lună și jumătate și au realizat o replică a bustului din piatră turnată. Ei au studiat câteva monede care îl prezentau pe împărat din profil, nefiind găsite alte dovezi, precum fotografii, din care să se observe detaliile bustului, în special cununa de lauri. Replica bustului a fost turnată de secția de restaurare ceramică a Muzeului ASTRA.
În mai 2006 s-au finalizat lucrările de restaurare a ansamblului monumental comemorativ Francisc I al Austriei, amplasat în zidul celei de-a treia centuri de fortificare a orașului istoric. După finalizarea lucrărilor, în interiorul nișei centrale a fost amplasat copia bustului împăratului Francisc I al Austriei. La dorința asociației româno-austriece Parteneriatul Klagenfurt-Hermannstadt/Sibiu, Consiliul Local al municipiului Sibiu a amplasat în stânga nișei o plăcuță bilingvă româno-germană, din material plastic. Inscripția în limba română este următoarea: „Francisc I., Împărat al Austriei (1804 - 1835), care a consolidat în Europa și Transilvania o perioadă de 31 de ani de pace. Monumentul este un simbol al spiritului unității europene. * Monumentul a fost restaurat din inițiativa Asociațiilor Parteneriatul Klagenfurt Hermannstadt – Sibiu din Austria și România, cu sprijinul Primăriei municipiului Sibiu.”.
Bustul original a fost descoperit în anul 2008 în beciul Prefecturii Sibiu. În ședința Colegiului Prefectural din 16 aprilie 2008, prefectul județului Sibiu, Ilie Mitea, a luat hotărârea de a dona bustul lui Francisc I Muzeului Național Brukenthal, formalitățile fiind rezolvate în săptămâna următoare. Bustul a fost restaurat de specialiștii restauratori care au refăcut nasul deteriorat. După restaurare, în aprilie 2009, bustul a fost expus la intrarea în Muzeul Brukenthal. În prezent fântâna arteziană este astupată cu pământ.

## Descrierea monumentului
Ansamblul monumentului cuprindea bustul împăratului Francisc I și o platformă rotundă cu o fântână arteziană. 
Bustul se află amplasat într-o nișă realizată în stil clasic, asemănătoare celor care adăposteau monumente din Grecia antică. În fața ei se află o scară de piatră cu trei trepte. Două coloane cu capiteluri decorate cu motive vegetale susțin un antablament format din trei registre. Deasupra arhitravei se află o friză cu denticuli, colorată în albastru și având săpată următoarea inscripție: „JVSTITIA REGNORUM FUNDAMENTUM”. Friza susține un fronton de formă triunghiulară. Interiorul nișei este vopsit în culoarea roșie cu nuanțe portocalii.
Bustul îl reprezintă pe împăratul Francisc I, îmbrăcat după moda romană, cu fruntea încununată cu lauri. Inițial, monumentul era flacat la dreapta și la stânga de câte un sfinx bronzat. 
Bustul este așezat pe un soclu de piatră. Pe soclu se află o placă de marmură roșie cu următoarea inscripție votivă în limba latină: „FRANCISCO.I. AUGUSTO. A.D. III. SEPTEMBR. MDCCCXVII HUNC XYSTUM DEAMBULATIONE COLUSTRANTI SACRUM ESSE IUSERUNT PIETATIS MONUMENTUM CIVES CIBINIENSES MDCCCXXVIII”. Placa de marmură cu inscripția votivă este flancată de două fascii romane. Sub ea este reprezentată în basorelief stema orașului Sibiu, de culoare aurie. 
Pe platforma rotundă din fața monumentului era amenajată o fântână arteziană, care era înconjurată inițial de un gard de fier forjat. Pe latura dinspre bulevard a platformei se află un bloc de piatră modelat în stil clasic și având o înălțime de 2,60 m și o lățime de 1,15 m. La partea superioară este amplasat un altorelief ce redă armamentul de paradă al armatei habsburgice (steagurile imperiale, coiful imperial și țevile tunurilor). La partea inferioară se află o placă de marmură roșie cu o inscripție votivă așezată între două colonete. 
Inscripția votivă a fost amplasată în amintirea generalului (Generalmajor, cu rangul de la 6 octombrie 1826) Johann de Vecsey (d. 1. iulie 1833), care amenajase Platforma Invalizilor. Textul inscripției este în limba latină și are următorul cuprins: „IOANNEM A VECSEY/ SUPREMUM EXCUBIARUM/ PREAFECTUM/ A. D. CAL. FEBR. MDCCCXXVIII/ QUUM ESSET LEGIONIS XXXI/ TRIBUNUS/ PUBLUCUM AMBULACRUM/ ANNO MDCCCXXVII/ LIBERALI INDUSTRIA AUXISSE/ ET INSTRAURASSE/ EXIQUO MONUMENTO/ PREATEREUNTES NOMERE/ VOLUERUNT/ GRATI CIBINIENSES/ MDCCCXXVIII.”. Traducerea aproximativă în limba română a inscripției este următoarea: „Sibienii recunoscători au dorit să amintească trecătorilor printr-un modest monument că Ioan de Vecsey, comandantul suprem al gărzilor care și-a luat rămas bun de la acest oraș la calendele lui februarie 1828, pe când era tribun al legiunii a XXXI-a a mărit și a construit promenada publică în anul 1827, printr-o străduință demnă. 1828”.

## Imagini

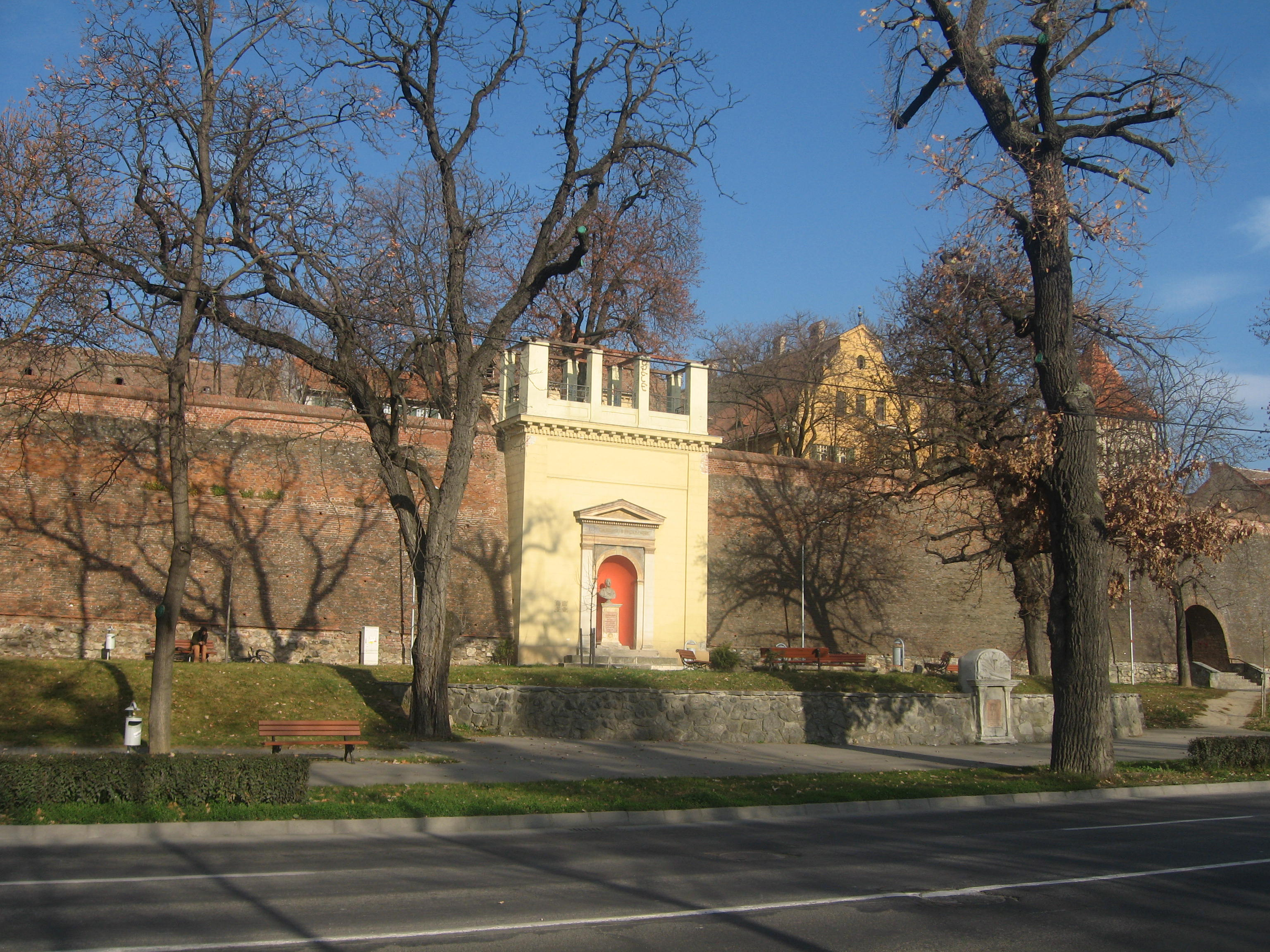
Bustul împăratului Francisc I văzut de pe trotuarul Bd. Corneliu Coposu
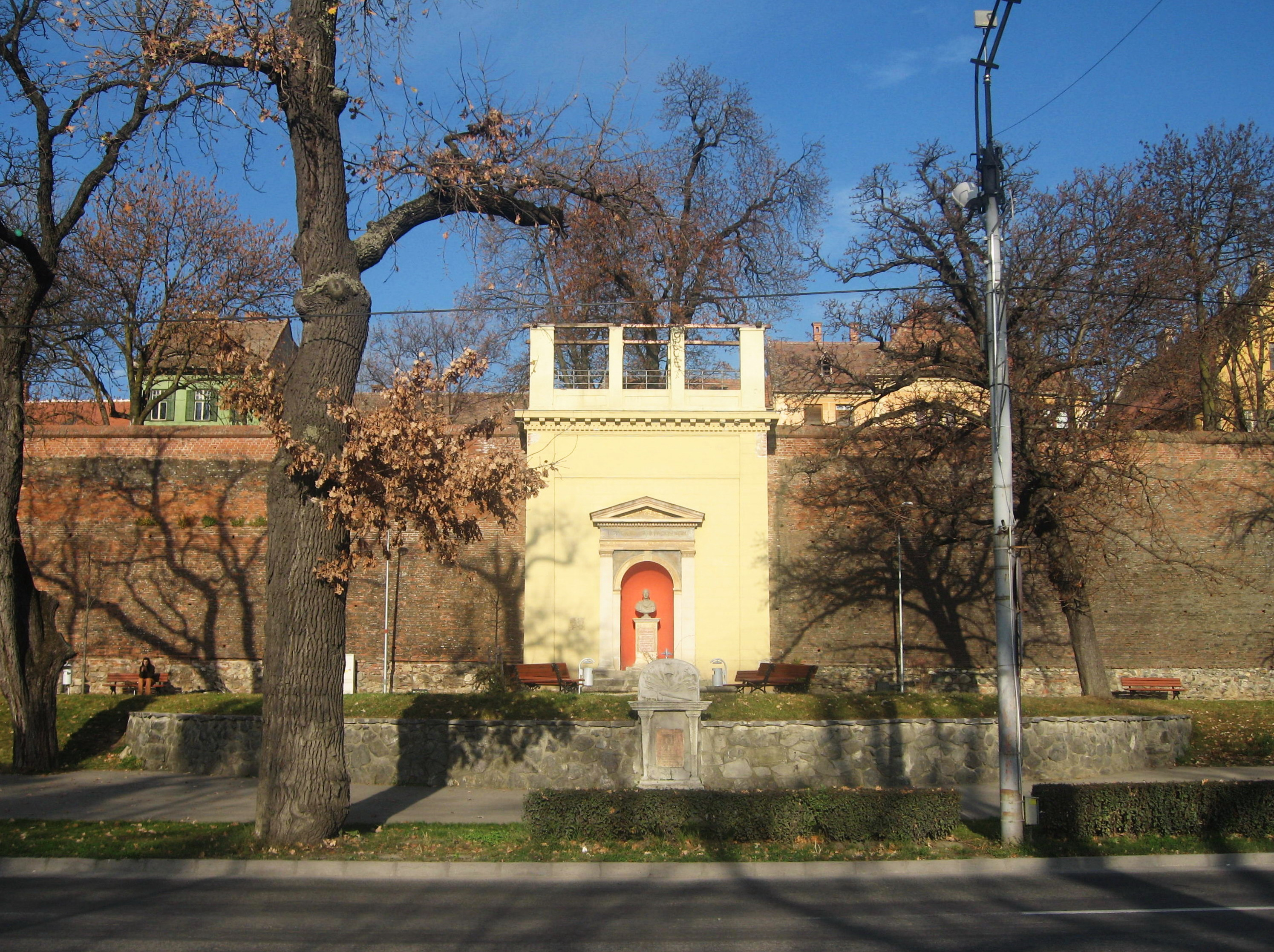
Bustul împăratului Francisc I văzut de pe trotuarul Bd. Corneliu Coposu
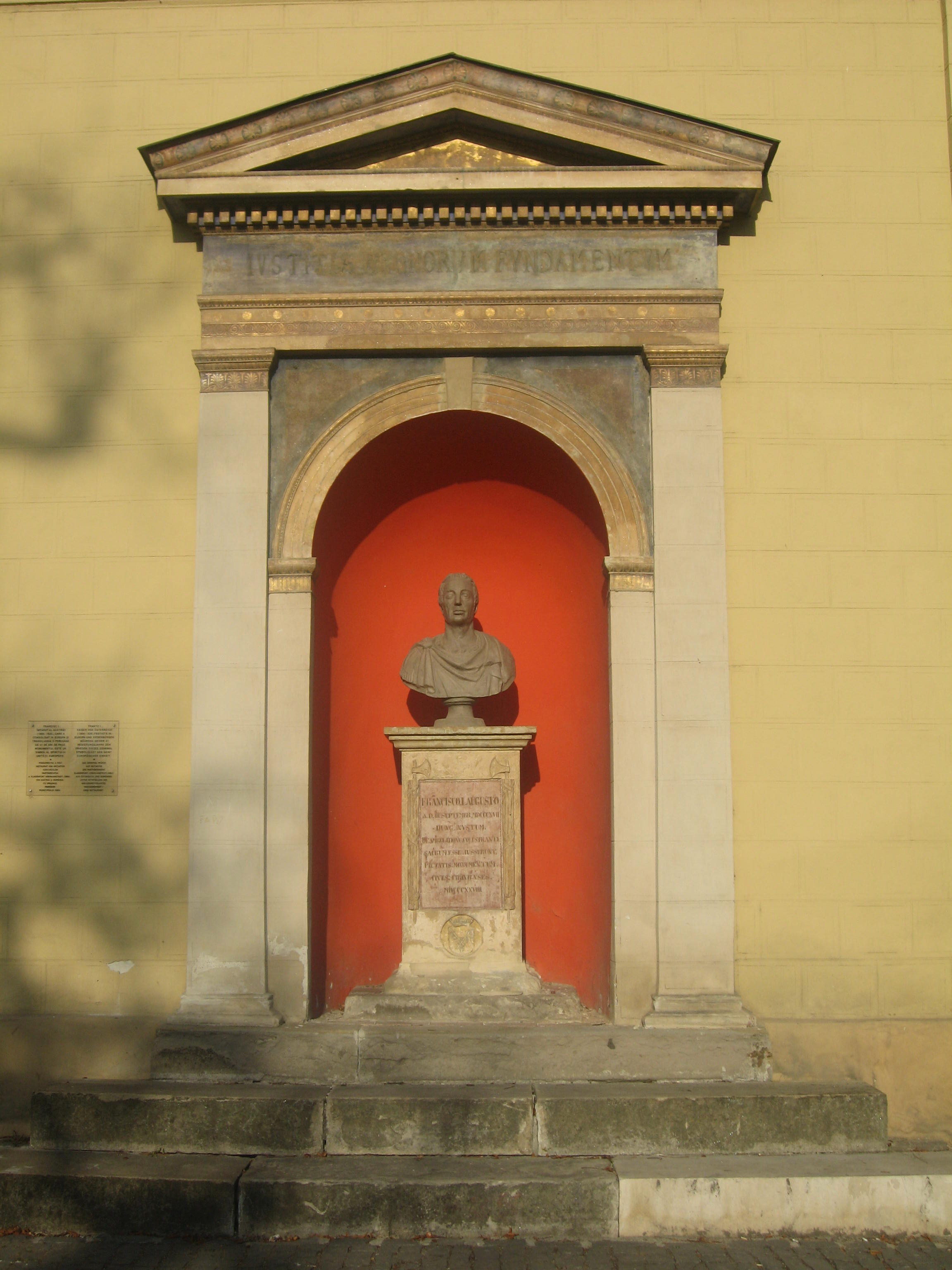
Nişa în care a fost amplasat bustul
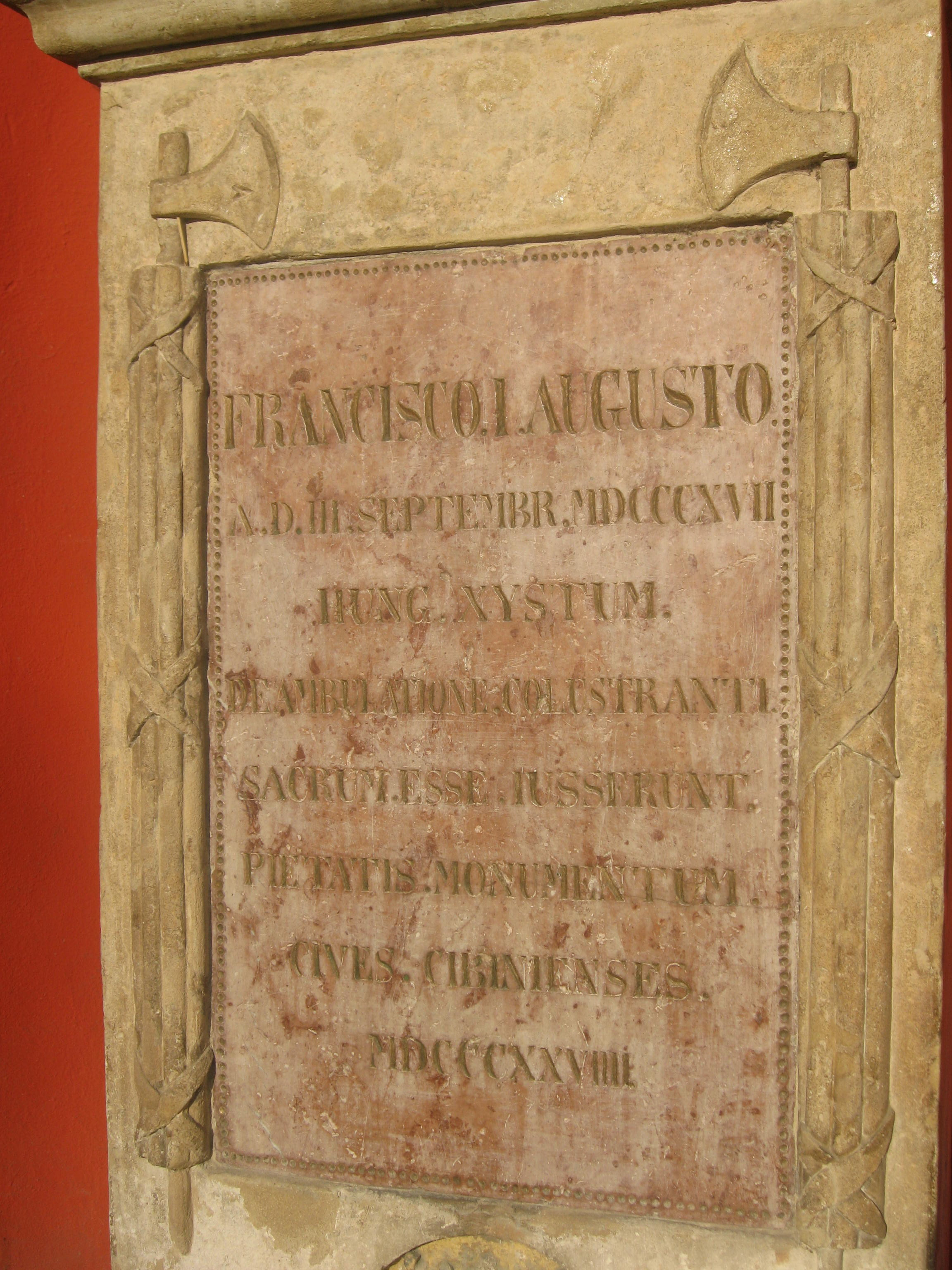
Placa cu inscripţie votivă de pe soclul bustului
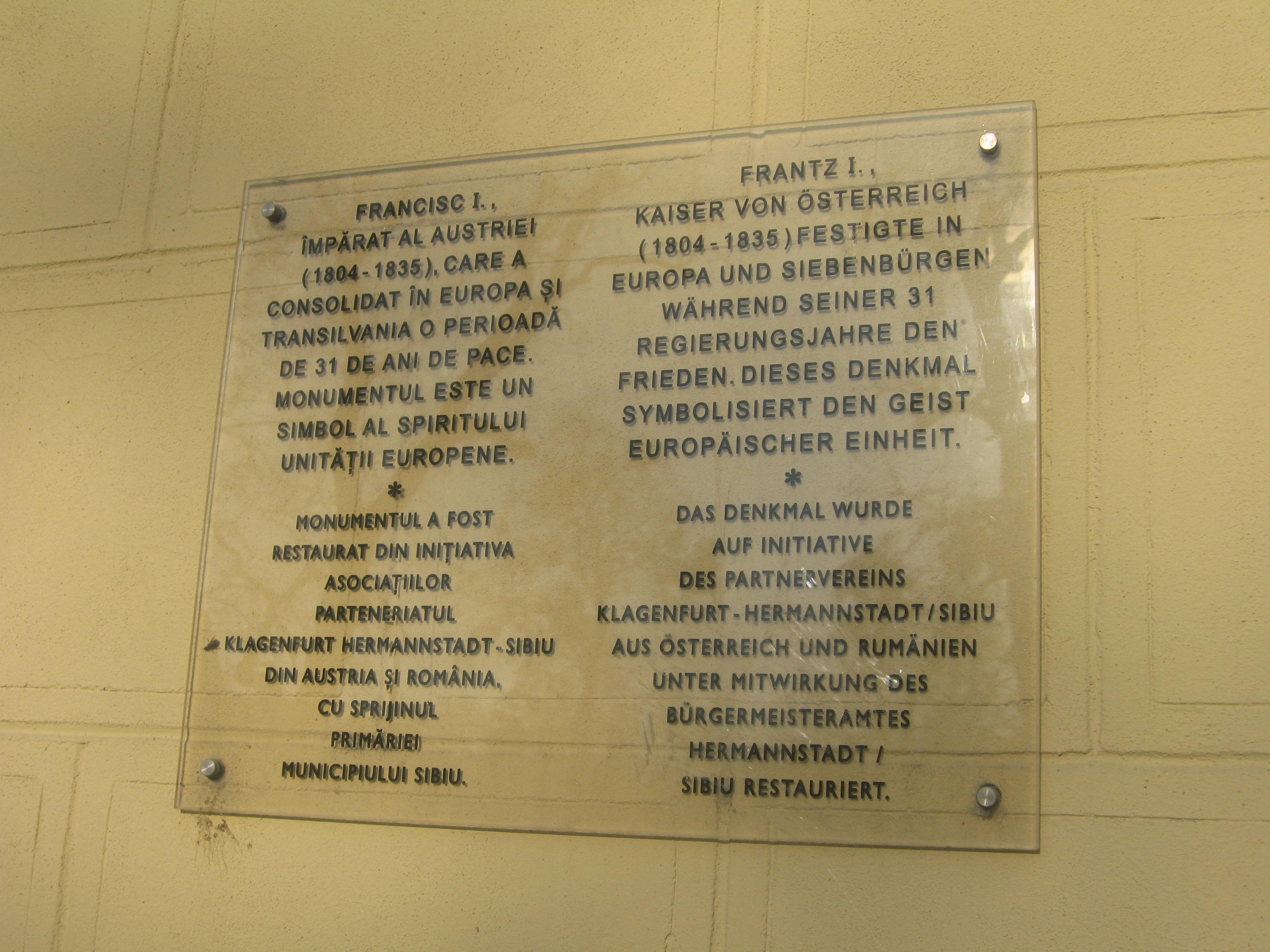
Placa bilingvă amplasată după amplasarea copiei bustului
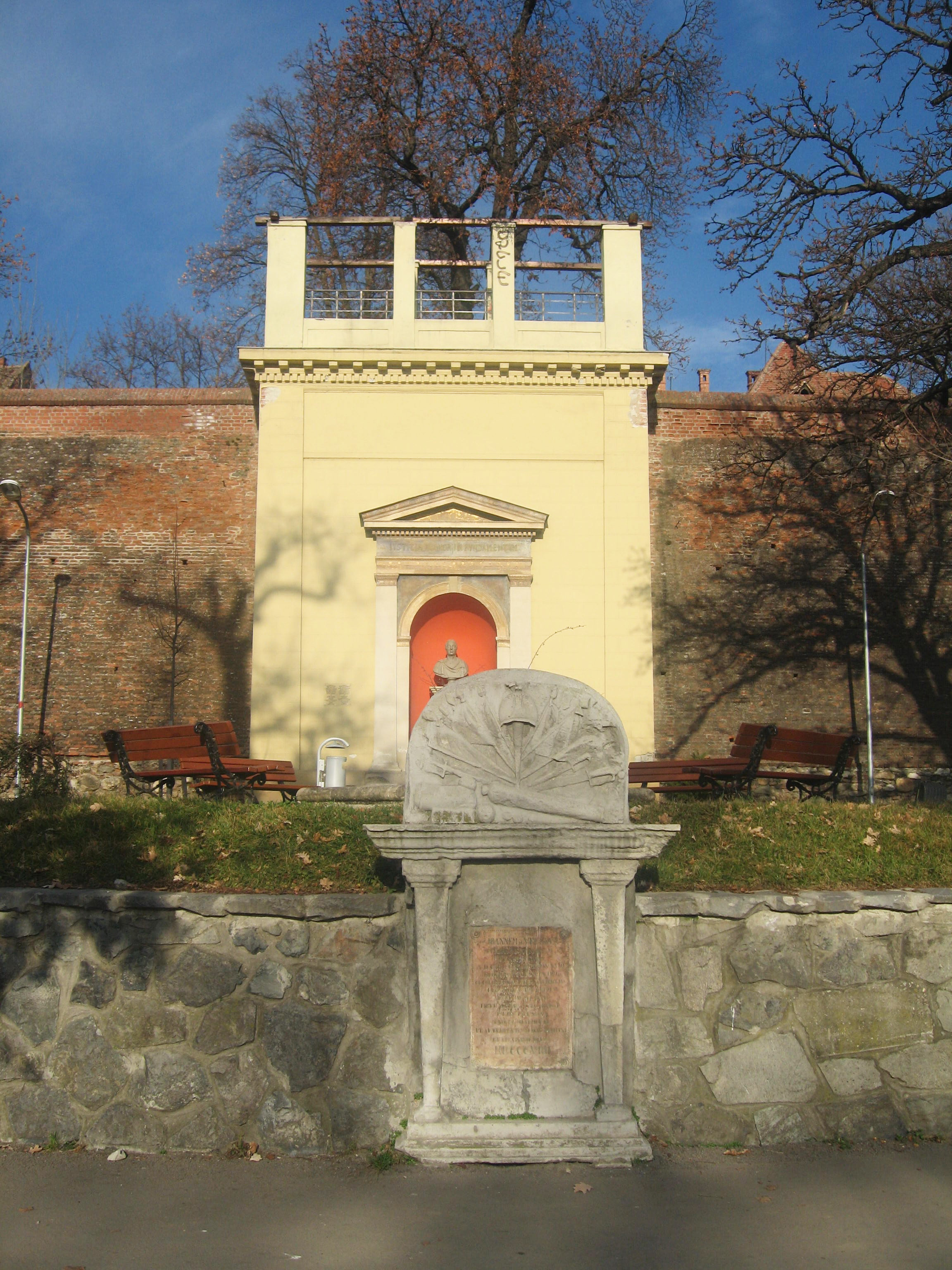
Bustul împăratului Francisc I şi arcul platformei rotunde
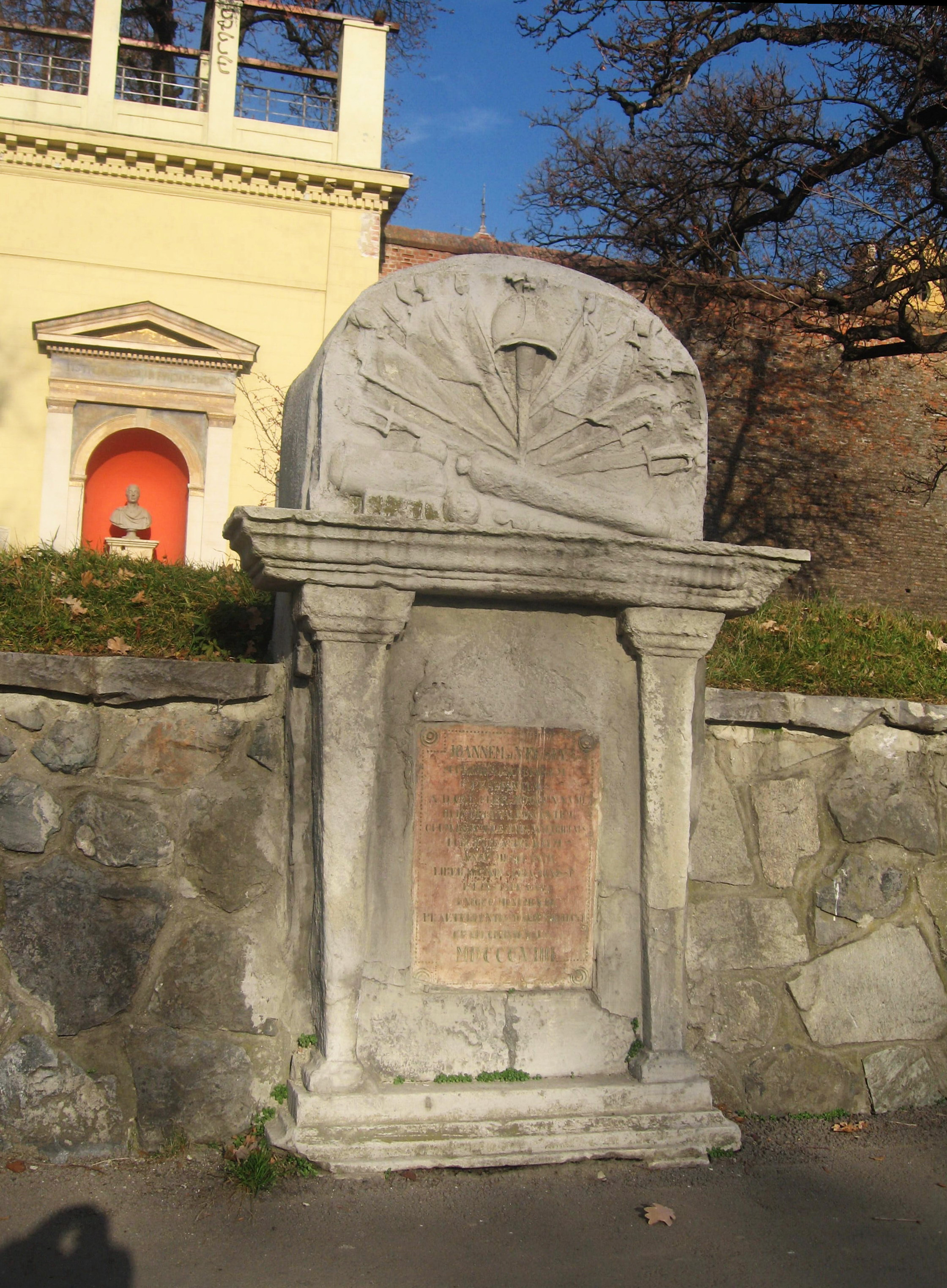
Arcul platformei rotunde
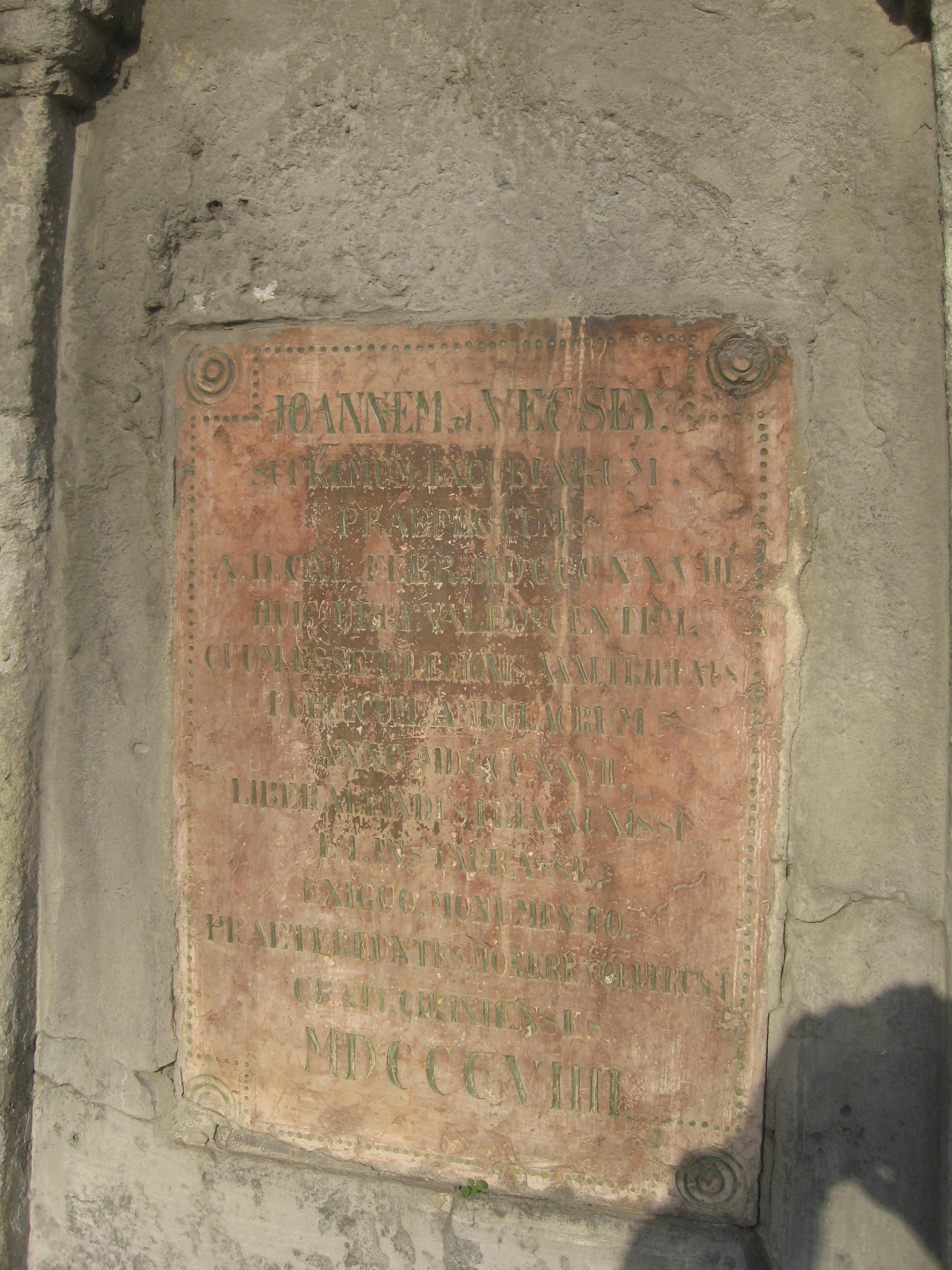
Placa cu inscripţie votivă de pe cheia arcului platformei